# SIN3A
SIN3A (англ. Paired amphipathic helix protein Sin3a — белок парной амфипатической спирали Sin3a) — белок, кодируемый у человека геном  SIN3A.

## Функция
Белок, кодируемый этим геном — регулятор транскрипции. Он содержит в парной амфипатической спирали (PAH) домены, которые важны для белок-белковых взаимодействий и могут опосредовать репрессию при помощи Mad-Max комплекса.

## Взаимодействия с другими белками
SIN3A как было выявлено, взаимодействует с:
- CABIN1[4],
- HBP1[5],
- HDAC1[6][7][8][9][10][11][12][13][14][15][16][17][18][19],
- HDAC9[20][21],
- Гистондеацетилаза 2[6][8][9][14][15][22][23],
- HCFC1[24][25],
- IKZF1[20][26][27],
- ING1[19],
- KLF11[28][29],
- MNT[30],
- MXD1[5][31][32],
- MBD2[33],
- NCOR2[18][34],
- OGT[35],
- PHF12[36],
- Белок промиелоцитарного лейкоза[37],
- RBBP4[38][39],
- RBBP7[19][39],
- SAP130[8],
- SAP30[8][13][19][36][39][40],
- SMARCA2[41],
- SMARCA4[19][41],
- SMARCC1[19][41],
- SUDS3[8][42],
- TAL1[43],
- Цинковый палец и BTB домен, содержащий белок 16[44][45][46].